# Małżeństwo osób tej samej płci w mieście Meksyk
Małżeństwa osób tej samej płci w Dystrykcie Federalnym Meksyk zostały uchwalone przez radę dystryktu ustawą przyjętą 21 grudnia 2009 i podpisaną przez szefa rządu dystryktu Marcelo Ebrarda 29 grudnia 2009. Prawo weszło w życie 4 marca 2010.
     Małżeństwa jednopłciowe
     Uznawanie związków zawartych w innych stanach

Jednopłciowe związki cywilne w Meksyku
Małżeństwa jednopłciowe
Uznawanie związków zawartych w innych stanach

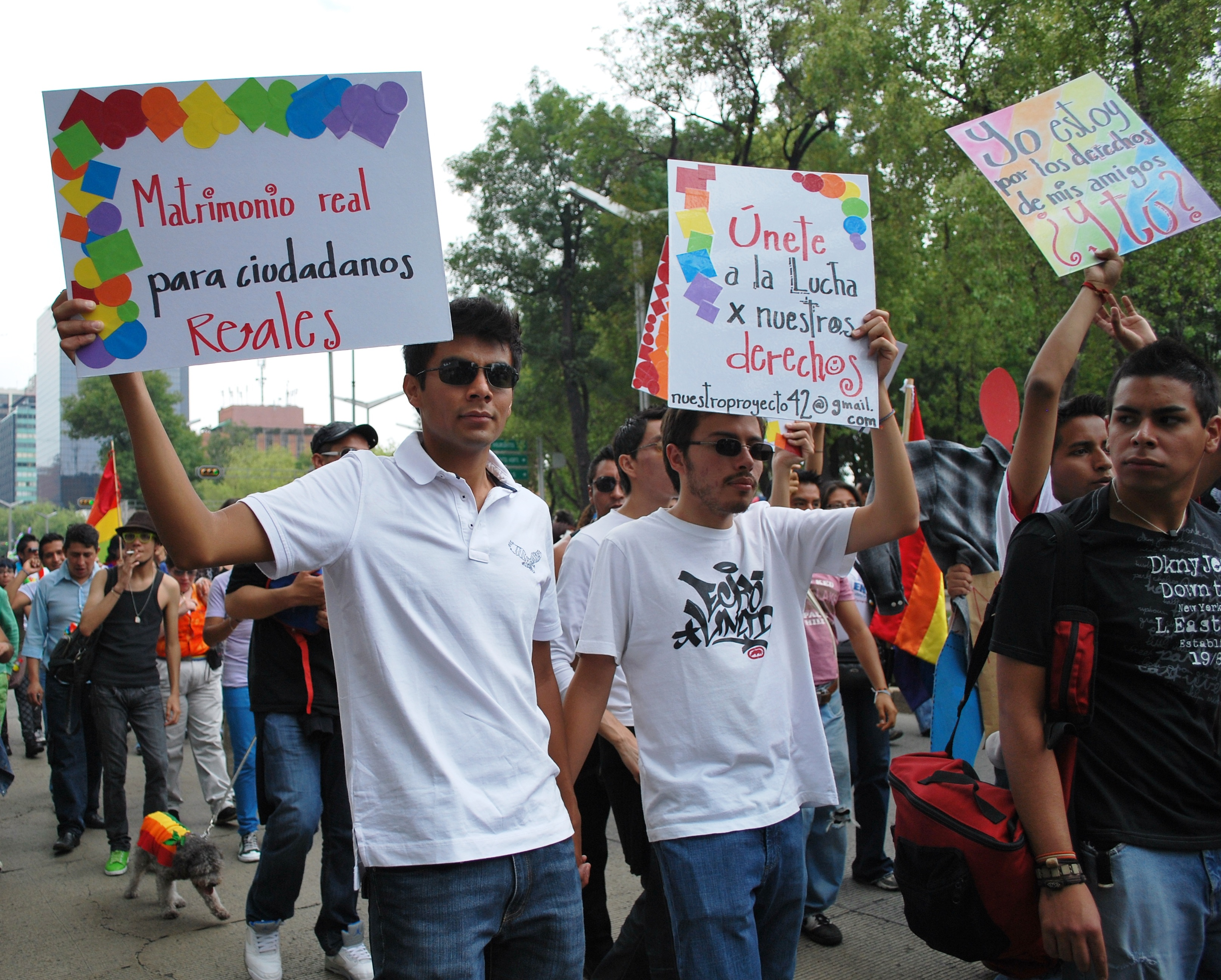
Osoby domagające się wprowadzenia małżeństw jednopłciowych, Parada osób LGBT w mieście Meksyk, 2009.

Ustawa zmieniająca definicję małżeństwa w Kodeksie cywilnym na neutralną płciowo została przyjęta stosunkiem głosów 39-20. 5 sierpnia 2010 meksykański Sąd Najwyższy potwierdził zgodność ustawy z konstytucją kraju, a 10 sierpnia orzekł, że jednopłciowe małżeństwa zawarte na mocy tego prawa muszą być uznawane w całym państwie. 16 sierpnia Sąd podtrzymał prawo małżeństw jednopłciowych do adopcji dzieci.

## Opinia publiczna
Badanie opinii publicznej przeprowadzone we wrześniu 2009 wykazało, że 48% mieszkańców miasta popiera wprowadzenie małżeństw jednopłciowych; przeciwko było 46%. W sondażu przeprowadzonym przez gazetę El Universal w listopadzie 2009 50% badanych poparło wprowadzenie niniejszego rozwiązania prawnego, przeciw było 38%, a zdania w tej kwestii nie miało 12%. Największe poparcie wystąpiło w grupie badanych w wieku 18-29 lat.